# پزشکی دقیق
پزشکی دقیق (به انگلیسی: Precision Medicine) یک مدل درمانی است که شخصی‌سازی روند مراقبت از سلامتی را به کمک تصمیمات پزشکی، تمرین‌ها یا محصولات دارویی مختص هر بیمار مطرح می‌کند. در این مدل اغلب آزمایش‌های تشخیصی برای پیدا کردن روش‌های درمانی بهینه بر اساس محتوای ژنتیکی شخص به کار گرفته می‌شوند.
از ابزارهای به کار گرفته شده در پزشکی دقیق می‌توان به تشخیص مولکولی و عکس‌برداری اشاره کرد.

## رابطه با پزشکی شخصی
شورا ملی تحقیقات در توضیح تفاوت پزشکی دقیق با پزشکی شخصی که اصطلاحاتی شبیه هستند، به صورت زیر توضیح داده‌است:
پزشکی دقیق به معنی مناسب کردن درمان برای ویژگی‌های شخصی هر بیمار گفته می‌شود. به طور قطع این معنی تولید داروها یا وسایل پزشکی که برای هر بیمار یکتا باشد، نیست؛ بلکه به معنی توانایی طبقه‌بندی افراد در زیرجمعیت‌هایی است که حساسیت آن‌ها به یک بیماری خاص در زیست‌شناسی یا پیش‌بینی آن بیماری‌هایی که ممکن است دچار شوند، یا در پاسخ آن‌ها به یک درمان مشخص، است.

از طرف دیگر، عبارت «پزشکی دقیق» هم می‌تواند از صرفاً انتخاب کردن شیوه‌های درمانی فراتر رود و تولید محصولات درمانی برای یک شخص خاص را نیز پوشش دهد. به طور مثال، «... بافت یا اندام مختص بیمار برای مناسب کردن درمان برای افراد مختلف».
بنابراین عبارت پزشکی دقیق آن‌چنان با «پزشکی شخصی» هم‌پوشانی دارد که اغلب به جای یکدیگر استفاده می‌شوند.

## پایه علمی
پزشکی دقیق اغلب شامل کاربردهای پانومیک و زیست‌شناسی دستگاه‌ها برای تحلیل علت بروز بیماری شخص در سطح مولکولی می‌شود و در مرحله بعدی، استفاده از درمان هدف‌گذاری‌شده را (احتمالاً به صورت ترکیبی) برای نشانی گرفتن فرایند بیماری شخص، در بر می‌گیرد. در مرحله بعد، پاسخ بیمار به درمان به صورت دقیق مورد بررسی قرار می‌گیرد. این مرحله اغلب به کمک اندازه‌گیری‌های جایگزین مانند میزان بار غده (نتایج درست، مانند نرخ بقای ۵ساله) پاسخ بیمار مورد بررسی قرار می‌گیرد. در نهایت درمان با پاسخ بیمار به درمان‌های قبلی منطبق می‌شود
به شاخه‌ای از پزشکی دقیق که مرتبط با سرطان است، سرطان‌شناسی دقیق گفته می‌شود.
.
تفاوت افراد در پاتولوژی مولکولی مانند تفاوت افراد در اکسپزوم گسترده‌است و این عامل بر روی روندهای بیماری از طریق اینترکتوم در ریزمحیط بافت تأثیر می‌گذارد. این تفاوت در هر فرد متفاوت است.
همچون پایه نظری پزشکی دقیق، «اصل یکتایی بیماری»
نیز مطرح شده‌است و این اصل دربرگیرنده پدیده‌های ناهمگونی اتیولوژی بیماری و بیماری‌زایی است.
در ابتدا اصل یکتایی بیماری مانند اصل یکتایی غده، در بیماری‌های نئوپلاستیک مطرح شد
.
به دلیل اینکه اکسپزوم یک مفهوم رایج در همه‌گیرشناسی است، پزشکی دقیق با همه‌گیرشناسی پاتولوژیک مولکولی در هم‌آمیخته‌است، زیرا می‌تواند نشانگرهای زیستی مستعد را برای رسیدن به پزشکی دقیق شناسایی کند.

## پزشکی دقیق در عمل
توانایی به کار بردن پزشکی دقیق برای بیماران در یک فرایند عادی بالینی بستگی به دسترس بودن آزمایش‌های اندازه‌گیری مولکولی مانند تعیین توالی DNA فرد دارد. در حالی که پزشکی دقیق اکنون روند فردی‌سازی درمان را بر اساس آزمایش‌های ژنتیکی (مانند Oncotype DX
) را طی می‌کند، چندین فناوری در حال بررسی شدن هستند؛ مانند: فناوری‌هایی که روش‌های اسپکترومتری و توان محاسباتی را ترکیب کنند یا تصویربرداری بی‌درنگ از اثر دارو در بدن را انجام دهند.
بسیاری از جنبه‌های پزشکی دقیق (مانند پروتئوم و میکروبیوم) در تحقیقات آزمایش شده‌اند ولی در عمل همه ورودی‌های موجود استفاده نشده‌اند. همچنین توانایی به کار بردن پزشکی دقیق در عمل، خود بستگی به این دارد که تا چه میزان پایگاه‌های علمی برای پزشکان موجود است و پزشکان از پایه‌های علمی برای انجام اقدامات درمانی بر اساس نتایج آزمایش‌ها مطلع اند
.
در قسمت درمان، پزشکی دقیق می‌تواند از ترکیب‌های دارویی
یا وسایل درمانی شخصی‌سازی شده، بهره ببرد.
.
همچنین پزشکی دقیق می‌تواند موجب کاهش اثرات مخرب تداخل‌های دارویی شود و اثرگذاری دارویی را بالاتر ببرد.
.
در سخنرانی وضعیت آمریکا در سال ۲۰۱۵ که توسط باراک اوباما قصد خود برای اعطای بودجه به یک نهاد ملی آمریکا برای پیش‌قدمی در پزشکی دقیق را اعلام کرد
.
هدف کوتاه مدت این مرکز گسترش حوزه ژنومیک سرطان برای رسیدن به روش‌های پیشگیری و درمان بهتر است
.
هدف بلند مدت آن نیز ساختن یک پایگاه دانش جامع توسط تولید شبکه ملی دانشمندان و شروع کردن مطالعه ملی یک میلیون آمریکایی برای گسترش درک ما از سلامتی و بیماری خواهد بود
.
مأموریت پزشکی دقیق و مرکز پزشکی دقیق «فراهم کردن عصر جدیدی از پزشکی به وسیله تحقیقات، فناوری و سیاست‌هایی که به بیماران، محققان و ارائه‌کنندگان قدرت دهد تا برای گسترش درمان شخصی با هم کار کنند»
.